# Ousse-Suzan
Ousse-Suzan is een gemeente in het Franse departement Landes (regio Nouvelle-Aquitaine) en telt 234 inwoners (2004). De plaats maakt deel uit van het arrondissement Mont-de-Marsan.

## Geografie
De oppervlakte van Ousse-Suzan bedraagt 24,3 km², de bevolkingsdichtheid is 9,6 inwoners per km².
De onderstaande kaart toont de ligging van Ousse-Suzan met de belangrijkste infrastructuur en aangrenzende gemeenten.

## Demografie
Onderstaande figuur toont het verloop van het inwonertal (bron: INSEE-tellingen).